# Строго секретно!
„Строго секретно!“ (на английски: Top Secret!) е американска криминална комедия от 1984 г., написан и режисиран от Джим Ейбрахамс, Дейвид и Джери Зукър. Във филма участват Вал Килмър (в дебютната му роля в киното) и Люси Гаттеридж, заедно с поддържащия състав, които включват Омар Шариф, Питър Къшинг, Майкъл Гоу и Джеръми Кемп.
Филмът парадира различни филмови стилове, включително мюзикъли с участието на Елвис Пресли, шпионски филми от ерата на Студената война и филми за Втората световна война. Музиката на филма е композирана от Морис Жар.